# Lysimacheia (Thrakien)
Lysimacheia (altgriechisch Λυσιμάχεια, auch Lysimachia, früher Kardia) war eine bedeutende hellenistische Stadt im griechischen Thrakien am Nordende der Halbinsel Chersoneses (heute: Gelibolu). Ihre Überreste sind bei dem heutigen Dorf Bolayır in der türkischen Provinz Çanakkale zu lokalisieren.
Kardia war ursprünglich eine Kolonie von Milet und eine bedeutende griechische Polis des thrakischen Chersonessos. In der ersten Hälfte des 4. Jahrhunderts v. Chr. gehörte die Stadt jedoch dem Einflussbereich von Athen an, dessen Oberhoheit sie seit dem Philokratesfrieden 346 v. Chr. nicht mehr anerkannte. Dem Versuch des Diopeithes, den thrakischen Chersoneses wieder unter attische Kontrolle zu bringen, stellte sich Kardia 342 v. Chr. folglich entgegen, worauf sich die politischen Beziehungen Athens zu König Philipp II. von Makedonien erheblich verschlechterten. Noch zu Zeiten dieses Königs wurde die Stadt von dem Tyrannen Hekataios regiert. Aus Feindschaft zu diesem war einst Eumenes († 316 v. Chr.) an den makedonischen Hof exiliert, wo er königlicher Sekretär wurde und vergeblich Alexander den Großen dazu drängte, die Tyrannis des Hekataios zu beenden. Ein weiterer prominenter Bürger von Kardia war der Historiker Hieronymos, der ein Freund und vielleicht sogar ein Verwandter des Eumenes war.
Kardia wurde 309 v. Chr. von dem Diadochenherrscher von Thrakien, Lysimachos, zerstört, der die Bevölkerung in seine nahe Neugründung Lysimacheia zwangsumsiedelte, die seine Hauptstadt werden sollte. Die Stadt sicherte den strategisch wichtigen Hellespont (Dardanellen), der als Seeweg für die Versorgung Griechenlands und zugleich als Einfallspforte nach Asien von Bedeutung war. Nach dem Tod des Lysimachos war sie zwischen den übrigen Diadochen umkämpft, erlangte aber bald eine gewisse Autonomie und schloss sich dem Aitolischen Bund an. 277 v. Chr. besiegte der makedonische König Antigonos II. Gonatas nahe Lysimachia die eingefallenen Galater. Im selben Jahr wurde die Stadt durch ein schweres Erdbeben zerstört. 197 v. Chr. litt die Stadt unter dem Krieg der Römer gegen Philipp V. von Makedonien. Antiochos III. ließ die Stadt dann wieder aufbauen und förderte die Ansiedlung durch großzügige Versprechen. Dennoch konnte sich die Stadt von den Schlägen nicht mehr erholen und verfiel in der römischen Zeit immer mehr. Unter ihrem antiken Namen wird sie zuletzt vom Historiker Ammianus Marcellinus (4. Jh.) erwähnt. Kaiser Justinian baute die Stadt erneut auf und befestigte sie; diesmal erhielt sie den Namen Hexamilion.